# Wybory wygrywa się w Końskich

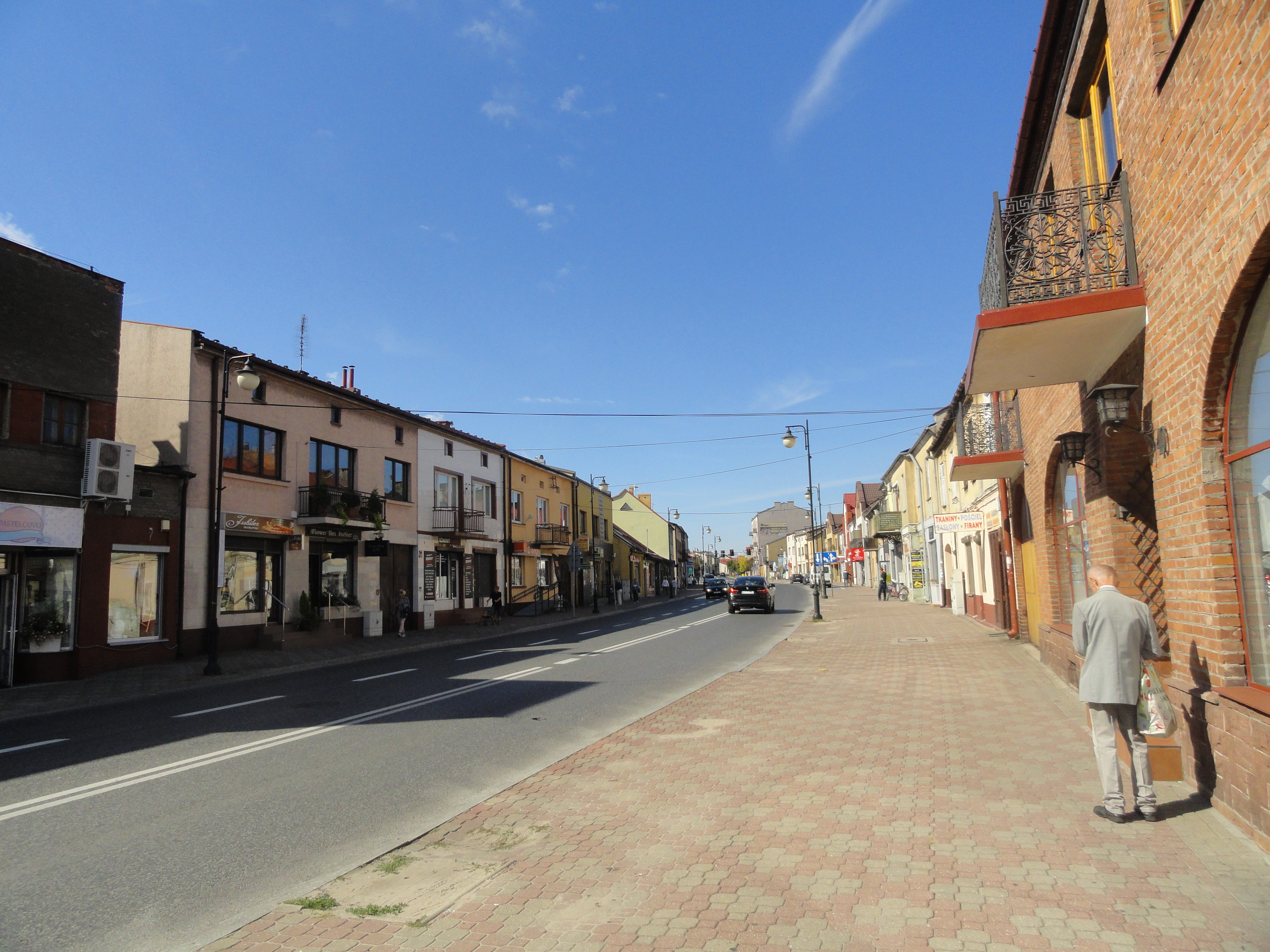
Końskie

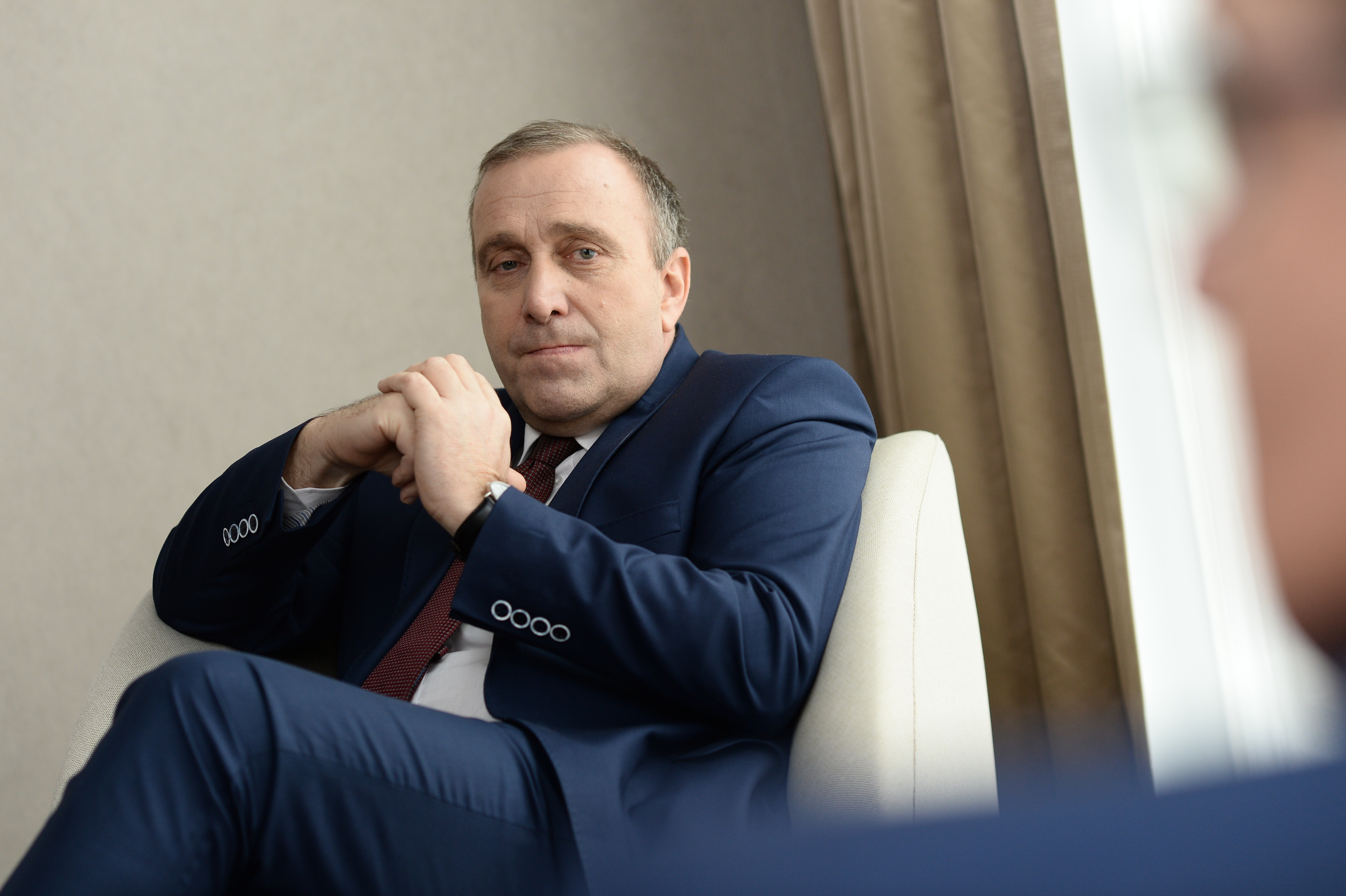
Grzegorz Schetyna

Wybory wygrywa się w Końskich – słowa Grzegorza Schetyny wypowiedziane w 2016 roku. Końskie w województwie świętokrzyskim są tu symbolem polskich małych miejscowości, wsi, ściany wschodniej i Podkarpacia. Są często powtarzane w kampaniach wyborczych, a partie polityczne urządzają w Końskich wydarzenia kampanijne.

## Interpretacja
Słowa Schetyny: „Wybory wygrywa się w Końskich, a nie w Wilanowie”, polityka Platformy Obywatelskiej, zostały wypowiedziane w 2016 roku po przegranej PO w wyborach parlamentarnych. Słowa te interpretowane są często (np. przez Daniela Passenta, krytyka politycznego) w ten sposób, że aby wygrać wybory na prowincji, należy tam przeprowadzać rozmowy, interesować się problemami lokalnej społeczności i dać im poczucie ważności. Końskie stały się miastem-symbolem dla prowincjonalnej Polski, gdzie na prawicę głosuje się ze względów mentalno-tożsamościowych, gdzie silna jest pozycja Kościoła, a także jest utrudniony dostęp do mediów pozarządowych i prywatnych.

## Wydarzenia polityczne w Końskich
Skrzydlate słowa Grzegorza Schetyny spowodowały zainteresowanie miejscowością wśród polityków. W następstwie, w 2020 roku Telewizja Polska zorganizowała w Końskich debatę między kandydatami na urząd prezydenta RP Rafałem Trzaskowskim a Andrzejem Dudą. Ostatecznie Trzaskowski odmówił udziału w debacie, a następnie przegrał wybory, co wielu polityków i publicystów, np. Grzegorz Schetyna, Radosław Sikorski, Marek Migalski uznali za duży błąd sztabu wyborczego. Rafał Trzaskowski stwierdził, że: To nie była żadna debata, to był wiec pana prezydenta; jeszcze – z tego, co słyszałem – bardzo słabo przygotowany.

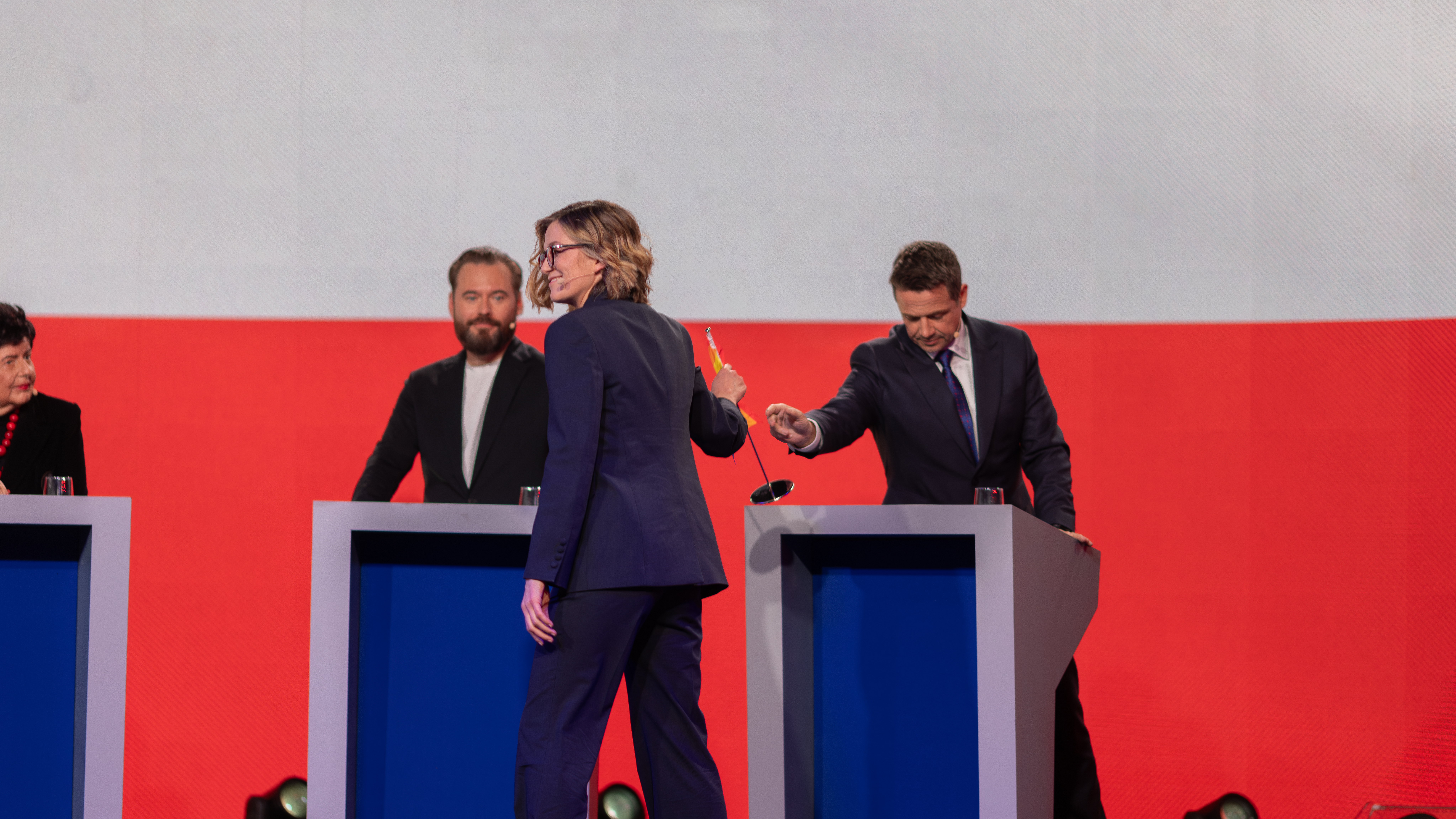
Debata prezydencka transmitowana przez TVP, TVN i Polsat, którą zorganizowano na hali sportowej w Końskich (na zdjęciu Joanna Senyszyn, Krzysztof Stanowski, Magdalena Biejat i Rafał Trzaskowski)

4 marca 2020 roku prezydent Andrzej Duda podpisał na peronie stacji w Końskich program Kolej Plus, czyli nowelizację Ustawy o transporcie kolejowym, obiecując również przywrócenie połączenia kolejowego z miastem. Połączenia przywrócono w grudniu 2021 roku. Zdjęcie z tego wydarzenia, przedstawiające prezydenta siedzącego przy biurku na peronie, stało się natychmiast memem internetowym.
11 kwietnia 2025 w Końskich odbyły się dwie debaty kandydatów na Prezydenta RP: jedna zorganizowana przez Telewizję Republika, wPolsce24 i TV Trwam, druga organizowana przez Telewizję Polską a transmitowana także przez Polsat News i TVN. Wystąpili w nich  Szymon Hołownia, Marek Jakubiak, Karol Nawrocki, Joanna Senyszyn i Krzysztof Stanowski, a w drugiej dodatkowo Magdalena Biejat, Maciej Maciak i Rafał Trzaskowski. Ostatnia, trzecia zorganizowana przez TV Republika, WPolsce24 i Telewizję Trwam odbyła się 28 maja 2025. Przybył na nią Karol Nawrocki, natomiast Rafał Trzaskowski odmówił przyjazdu. Na zakończenie debaty, kandydat BS Marek Woch z pierwszej tury przekazał swoje poparcie Karolowi Nawrockiemu.